# ريد بلاكبيرن
ريد بلاكبيرن (بالإنجليزية: Reid Blackburn)‏ هو مصور وصحفي أمريكي، ولد في 11 أغسطس 1952، وتوفي في 18 مايو 1980 في واشنطن في الولايات المتحدة بسبب ثوران جبل سانت هيلين 1980.